# Seznam ameriških duhovnikov
Seznam ameriških duhovnikov.

## B
George Bogle - Simon William Gabriel Brute - George Burroughs - Mather Byles - 

## C
Robert Collyer - 

## F
Stan Fortuna - 

## K
Martin Luther King mlajši - 

## M
Michael J. McGivney - Frank Morales - 

## R
George S. Rentz - John S. Romanides - 

## S
George Schoener - Andrew Szymakowski - 

## W
Bernie Ward - Brad Warner - 